# The Man Who Fell to Earth
The Man Who Fell to Earth (br: O homem que caiu na Terra / pt: O homem que veio do espaço) é um filme de 1976 filmado no Novo México e produzido no Reino Unido. Foi dirigido por Nicolas Roeg. O enredo baseia-se na história de um humanóide que fica rico entre os humanos ao vender sua tecnologia avançada. Como protagonista dessa adaptação do romance de Walter Tevis temos o cantor David Bowie. O elenco conta ainda com Rip Torn, Bernie Casey e Candy Clark. Esse filme foi refilmado em 1987 para a Tv americana.